# Довгань, Владимир Викторович
Влади́мир Ви́кторович До́вгань (Счастливый) (род. 30 июля 1964, пос. Ерофей Павлович, Сковородинский район, Амурская область) — российский предприниматель, основатель торговой марки «Довгань», бизнес-тренер, коуч.

## Биография

### Ранние годы и личная жизнь
Родился 30 июля 1964 года в посёлке Ерофей Павлович, Сковородинский район, Амурская область. Отец — Виктор Довгань, работал машинистом-железнодорожником. Мать — Раиса Васильевна Соловьёва, работала продавцом. «Отец с мамой познакомились в столовой при железной дороге. Мама, Раиса Васильевна, работала там буфетчицей, а отец, тогда ещё помощник машиниста, ходил в единственное на весь поселок предприятие общепита. <…> Отец приехал на Дальний Восток из Жмеринки, с Украины <…> Предки мамы, Раисы Васильевны, происходили из Воронежской губернии». Старший брат — Валентин Викторович Довгань (1959—1981).
С четырёх лет жил в Тольятти. В школе занимался в секции гребли на байдарках и каноэ, в 16 лет кандидат в мастера спорта среди юношей. Из-за гипертонии отказался от этого вида спорта, занявшись восточными единоборствами. После окончания школы жил с родителями в Краснодаре. В 1983 г. был призван на военную службу. В 1989 году заочно окончил Тольяттинский политехнический институт (ныне Тольяттинский государственный университет).
Был женат трижды. Первая жена — Любовь, вторая жена Лидия Ерохина, третья жена — Елена Летягина. Имеет двух дочерей и сына. Кристина — от первого брака, Елизавета и Александр — от третьего.

### Карьера
1987—1990 годы — работал мастером на Волжском автомобильном заводе (Тольятти) в КВЦ (корпусе вспомогательных цехов), затем в НТЦ (научно-техническом центре). Параллельно организовал клуб восточных единоборств «Будо» в котором вёл тренировки (название, вероятно, от фамилий «Будынский — Довгань». Александра Будынского В. Довгань называет его «первым единомышленником и спарринг-партнером»); по словам Довганя, начальный капитал для открытия бизнеса он получил от продажи собственных книг по технике тренировки.
1990—1999 годы — создание и руководство компаниями «Дока-пицца», «Дока-хлеб», торговой компании и марки «Довгань».
1990—1997 годы — председатель кооператива «Пландем» — по производству жареного картофеля и компании «Дока-пицца», с февраля 1994 года — президент акционерного общества «Дока-хлеб».
1994 год — защитил кандидатскую диссертацию на тему «Организационно-экономические основы системы франчайзинга как формы предпринимательства (на примере деятельности научно-производственной фирмы „Дока“ г. Тольятти)».
Присутствовал в качестве спонсора на некоторых выпусках телепередачи «Что? Где? Когда?».
В начале 1997 года контрольный пакет акций АО «Дока-хлеб» был передан Довганем исполнительному директору компании, который позднее объявил компанию банкротом.
1995—1999 годы — генеральный директор, председатель Совета директоров ЗАО «Довгань» — на основе франчайзинга занимался производством алкогольной продукции (различных сортов водки «Довгань» с портретом самого Владимира Довганя, а также с портретом его деда). Президентом компании «Довгань» был финансист Герман Лиллевяли. С 1996 года началась рекламная кампания «Довгань — защищённое качество» по продаже различных товаров с маркой «Довгань». Помимо водки под маркой «Довгань» выпускались пиво, крупы, сигареты и шоколад. В рамках рекламной кампании на телевидении проходила передача «Довгань-шоу» каждое воскресенье вечером на канале «РТР» с 6 апреля по 28 декабря 1997 года. Для психологического эффекта выпускал так называемые «Целебные сигареты Довгань», отличавшиеся от обычных нанесёнными на них метками для визуального контроля за курением.
1998—2000 год — председатель политической партии «Российская партия Довгань».
Кризис 1998 года положил конец выпуску различных товаров под маркой «Довгань» и вместо производства товаров Довгань организовал сеть сетевого маркетинга — компанию «Владимир Довгань» (VladimirDovgan).
В мае 1999 года вышел из состава акционеров компании «Довгань Холдинг»; занявшись образовательной деятельностью, стал вести тренинги в преодолении трудностей побеждать табачную, алкогольную и наркозависимость. Компания МФК-Ренессанс (Интеррос), получившая контроль над компанией «Довгань Холдинг», заявила, что не отвечает по предыдущим долгам Довганя.
1999—2011 год — вместе с Александром Коноваловым до объединения с компанией «Фаберлик» управлял сетевой компанией «Эдельстар».
В настоящее время бизнес-тренер — руководит основанной им самим «Академией победителей», проводит бизнес-тренинги, пишет книги.
Был единственным учредителем благотворительного фонда нуждающимся «Оптимист», который был ликвидирован в 2012 году.

В 2017 году заявил о желании переехать на Украину, в начале 2018 сообщил о стремлении получить украинское гражданство.
«У меня сейчас семья живёт в Панаме. Жена, дети. […] Сейчас Россия идёт в прошлое. Вы понимаете, да? Такой феодализм махровый. Плюс экология и т. д. и т. п. Давайте так. Там тоже есть хорошие и плохие люди, как и везде. Но мне здесь комфортнее просто и все […] Я считаю, что Украина, пусть кому-то это покажется слишком громко… Сейчас же все перегретые политикой, ненавистью, понятно, да, ребята? Но мы говорим об адекватных людях. Я считаю, что Киев будет интеллектуальной столицей мира».
Владимир Довгань официально поменял в паспорте фамилию на «Счастливый», аргументируя стремлением изменить всю свою жизнь. Также в своих книгах он указывает следующие псевдонимы и прозвища: DVV, DiVi, волшебник Дививишка (в книге сказок), Павел Светлов, Владимир Величайший и др.

## Оценки
- Бизнесмен Олег Тиньков в своей программе «Бизнес секреты» рассказал о давнем знакомстве с Владимиром Довганем и своём участии в производстве пельменей под брендом «Довгань»[18].
- Автор женских тренингов Павел Раков, участвовавший в команде Довганя с 2000 по 2005 годы и возглавлявший вместе с Игорем Лесных «Франчайзинговую биржу» (подразделение «Службы Владимира Довганя»)[19], вспоминает: «Мне довелось поработать с Владимиром Довганем. <…> Довгань настолько фанатично увлечен своей работой, что в момент концентрации для него больше ничего не существует. Он всецело поглощен идеей, служит ей. Приехав к нему в коттедж в обед, мы могли просидеть в кабинете до утра, и даже его супруга не могла остановить наш творческий процесс. У Владимира Довганя я учился работоспособности»[20][21].
- Сотрудник информационно-консультационного центра во имя Свщм. Иренея Лионского, психолог Мария Косухина при характеристике компании Edelstar Владимир Довганя и Александра Коновалова отметила: лозунги, отрицающие традиционную медицину и образование; обещание развить сверхъестественные способности; упражнения, понижающие критичность и техники искусственного вызывания смеха; использование клятв и гипербол; необычный ассортимент товаров: от бытовых приборов и кремов по омоложению до БАДов и магической символики. «Из вышесказанного можно сделать однозначный вывод, что компания Эдельстар — опасный деструктивный культ, разрушающий психику адептов, их социальные, культурные и духовные ценности, обманывающий, используя психологическую уязвимость, в целях эксплуатации их труда»[22].
- В документальном фильме Первого канала «Миллионеры 20 лет спустя» Владимир Довгань был охарактеризован как «предприниматель-романтик, который мог существовать только в эпоху перемен и создавал бизнес для реализации своих грёз»: «…с тех пор в бизнес-тусовке Владимира Довганя обходят стороной»: «Многие уверены, с ним каши не сваришь <…> Так что сегодня у него — ни бизнес-партнеров, ни соответственно самого бизнеса. Единственный капитал Владимира Викторовича — его фантазии и мечты. Сейчас у него новая навязчивая идея — сделать богатым каждого человека. Ради этого Довгань стал писателем. Издает литературу для людей, желающих поумнеть в предпринимательстве <…> Его мало кто видел с грустным выражением лица. Кажется, что он и когда спит, улыбается. И даже банкротство своего основного бизнеса он воспринял с усмешкой. Все, что он сегодня говорит журналистам, похоже на исповедь. Слушая его, не устаешь сомневаться, что этот умный, великодушный человек когда-то недурно зарабатывал на водке с табаком и собрал с людей бешеные деньги, которые так и не вернул»[23].

## Книги
- Каратэ-до. Методические рекомендации по каратэ / Отв. за выпуск В. В. Довгань, Булдынский А. Г., Каминский А. А. Тольятти: ВАЗ, 1991. 72 с. [систематизированы материалы учебно-тренировочной деятельности СК «БУДО»[24]].
- Довгань В. В. Франчайзинг: путь к расширению бизнеса. Тольятти: Дока-Пресс [полиграф. предприятие «Современник»], 1994. 229 [2] с. [Под научной редакцией Сульповара Льва Борисовича[25]]
- Довгань В. В. Организационно-экономические основы системы франчайзинга как формы предпринимательства (на примере деятельности научно-производственной фирмы «Дока» г. Тольятти): автореф. дисс. … канд. экон. наук., М.: 1994. 26 с.
- Довгань В. В. Организационно-экономические основы системы франчайзинга как формы предпринимательства (на примере деятельности научно- производственной фирмы «Дока» г. Тольятти) дисс. … канд. экон. наук, М.: 1994. 262 с. Государственная академия сферы быта и услуг. (Экономика и управление народным хозяйством). [Научный руководитель Сульповар Лев Борисович].
- Довгань В. В. Как я стал Довганем. М.: Издательский дом «Довгань». 1997. 352 с. ISBN 5-7888-0007-2
- Довгань В. В. Мастер-класс Владимира Довганя «Триумф». Калуга: Облиздат, 2001. 184 с. ISBN 5-89653-142-7 [Представляет собой незаполненную тетрадь в линейку, в которой встречаются мотивационные фразы[26]].
- Довгань В. В. Опыт предпринимателя. М. [Чебоксары]: РГУП «Чебоксарская типография № 1», 2002. 365 [2] с.
- Довгань В. В. БОГАТСТВО. ЗДОРОВЬЕ. ЛЮБОВЬ. 12 лекций Владимира Довганя: Уч. пособие. Чебоксары: РГУП «Чебоксарская типография № 1». 175 с. ISBN 5-89653-164-8
- Довгань В. В. Умные сказки Владимира Довганя. М.: Ижица, 2003. 23 [1] c. ISBN 5-94837-019-4
- Довгань В. В. Я был нищим, стал богатым, прочитай и ты тоже сможешь. 2006. ISBN 5-473-00173-4
- Довгань В. В. Я был нищим, стал богатым. М.: Edelstar [Можайский полиграфический комбинат], 2007. 494 с. ISBN 978-5-903636-03-7
- Довгань В.В, Звёздный посланник. [2007?]. Электронная версия[27].
- Довгань В. В., Минилбаева Е. И. К богатству с пелёнок. М.: Edelstar [Можайский полиграфический комбинат], 2007. 304 с. ISBN 978-5-903636-02-0
- Довгань В. В., Минилбаева Е. И. Как заработать первый миллион, не имея стартового капитала. М.: Олимп: Астрель: АСТ, 2007. 284 с. ISBN 978-5-17-040346-2, ISBN 978-5-7390-1904-2, ISBN 978-5-271-16465-1
- Довгань В. В. Код счастья / Владимир Счастливый Довгань. М.: АСТ: Олимп, 2008. 285 с. ISBN 978-5-17-053829-4, ISBN 978-5-7390-2249-3
- Довгань В. В., Минилбаева Е. И. Воспитай своего ребёнка миллионером. М.: АСТ: Олимп, 2008. 176 c. ISBN 978-5-17-052447-1
- Счастливый В. [псевдоним Довганя В. В.[28]] Путешествие к счастью / Владимир Счастливый. М.: Альпина Бизнес Букс, 2009. 144 с. ISBN 978-5-9614-1064-8
- Довгань В. Защитите от чёрных полос жизнь ваших детей. Калуга: ГП Облиздат, 2010. 96 с. ISBN 978-5-89653-233-0
- Довгань В. Как завоевать сердце мужчины. Калуга: ГП Облиздат, 2010. 128 с. ISBN 978-5-89653-235-4
- Довгань В. Хватит на ослах ездить в школу! Калуга: ГП Облиздат, 2010. 96 с. ISBN 978-5-89653-221-7
- Довгань В. Новая жизнь за 7 дней. Калуга: ГП Облиздат, 2011. 128 с. ISBN 978-5-89653-236-1
- Довгань В. Как потерять 20 килограммов и улучшить здоровье. Калуга: ГП Облиздат, 2011. 128 с. ISBN 978-5-89653-226-2
- Довгань В, Как легко и быстро стать уверенным человеком. Калуга: ГП Облиздат, 2011. 128 с. ISBN 978-5-89653-228-6
- Довгань В. Прыжок в Ледяную воду. М.: Можайский полиграфический комбинат, 2012. 224 с. ISBN 978-5-8493-0225-6
- Светлов П. [псевдоним Довганя В. В.[29]]. 1000 лет после смерти / Павел Светлов. 2013. 384 с. ISBN 978-5-8493-0225-6
- Довгань В. Путь Победителя. М.: Можайский полиграфический комбинат, 2014. 200 с. ISBN 978-5-8493-0225-6
- Довгань В. Новая эра победителей. М.: «Перо», 2014. 192 с. ISBN 978-5-00-086342-8
- DiVi. Метавселенная. Книга первая. Настоящее. В. Счастливый [Довгань]. М.: «Перо», 2015. 172 с. ISBN 978-5-00-086662-7